# 下段村
下段村（しただんむら）は、かつて富山県中新川郡にあった村。

## 沿革
- 1889年（明治22年）4月1日 - 町村制の施行により、上新川郡下段村、一本木村、川原木村、日俣村、貫田村、向新庄村、大中島村、古川村、坂井沢村、東大窪開村、末若林村、末野田村、上金剛寺村、下金剛寺村、中新村及び榎新村の区域をもって、上新川郡下段村が発足する。村役場を榎の有馬喜久郎宅に設置[2]。当時の戸数は299戸、人口1,703人、地租218万円余、民有地面積471万町歩余[3]。
- 1892年（明治25年） - 芦峅寺にあった立山小林区署舎を時価45円で買い受け、総工費300円を以て榎に役場を新築[2]。
- 1896年（明治29年）3月29日 - 郡制の施行のため、上新川郡の区域から分立して、中新川郡が発足により、中新川郡に所属となる。
- 1923年（大正14年） - この年までに村内集落の編成入れ替えが行われ、末野田、末若林、中新、野村ほか24ヶ村入会地が消滅、榎町が加えられて14集落となる[3]。
- 1942年（昭和17年）6月8日 - 中新川郡五百石町、大森村、下段村及び高野村が合併して、中新川郡雄山町が発足する。

## 歴代村長
出典→
1. 高邊與吉郎（1889年5月28日 - 1893年5月17日）
2. 久世隆亭（1893年5月19日 - 1897年5月22日）
3. 久世隆亭（1897年5月23日 - 1901年5月25日）
4. 石原一郎（1901年5月25日 - 1904年11月5日）
5. 石黒善昌（1904年11月23日 - 1907年7月10日）
6. 有馬喜一郎（1907年7月26日 - 1909年3月）
7. 石原一郎（1909年4月8日 - 1913年4月7日）
8. 石原一郎（1913年4月14日 - 1917年4月13日）
9. 石黒善昌（1917年4月14日 - 1921年4月13日）
10. 奥村權太郎（1921年4月23日 - 1923年6月20日）
11. 高井建二（1923年8月14日 - 1927年8月13日）
12. 奥村權太郎（1927年8月21日 - 1931年8月19日）
13. 石黒善昌（1931年8月21日 - 1933年9月4日死亡）
14. 奥村權太郎（1933年9月25日 - 1937年9月24日）
15. 杉谷節次（1937年9月25日 - 1941年9月24日）
16. 荒木義治（1942年2月10日 - 1942年6月7日）